# 耿志煒
耿志炜（？—1637年），字明夫，號孟諸，别號逸園，陕西西安府武功縣人。明朝政治人物。

## 生平
萬曆三十四年（1606年）丙午科陕西乡试举人，萬曆四十一年（1613年）癸丑科進士，授荆州府推官，荆俗健讼，炜遇讼者必先以大义喻之，令归思三日，然后理。有一继母讼前室子者，炜曰：汝诉先室子，彼必仇汝子，是汝自戕汝子也。令归思之，遂为母子无间。荆地濒江，澌洋二洲屡被水害，炜筑堤三千馀丈，人得乐业，称其堤曰耿公堤。擢吏部，以宦监用事请告归。崇祯元年（1628年），再起铨衡，内励氷操，外营剧务，寻升太常寺少卿、提督四夷馆，以母老告归，卒于家。有《逸园新诗》一卷。